# Willkommen in Israel
Willkommen in Israel ist ein israelisches Filmdrama aus dem Jahr 2005.

## Handlung
Der Film zeigt episodisch die Geschichte dreier Arbeitsmigranten, wie sie den Alltag in Israel in der Illegalität meistern.
Um ihre Familie in der Ukraine zu unterstützen, wird Jana mit weiteren Frauen in Israel eingeschleust, um als Prostituierte zu arbeiten. Doch da sie ein Muttermal im Gesicht hat, wird sie nicht eingesetzt und muss als Putzkraft arbeiten. Da das Geld vorne und hinten nicht reicht, versucht sie doch, als Prostituierte zu arbeiten. Dabei kommt sie dem Ex-Polizisten Franco näher, der sie und die Frauen weiter schleuste. Franco hat ein Spielproblem, weswegen er seinen Job aufgeben musste und nun, um den Schein einer gutbürgerlichen Existenz mit Familie zu wahren, im Rotlichtmilieu arbeitet. Dabei kommt er nun Jana näher, wobei sich beide ineinander verlieben.
Der Thailänder Vissit arbeitet auf Zeltzers Farm in der Arava-Wüste. Er wünscht sich, dass die thailändische Königsfamilie nach Israel zu Besuch kommt. Um sein Abendbrot aufzubessern geht er illegal jagen, wobei er von Aloni, der ihm angrenzenden Naturschutzgebiet arbeitet, erwischt und verhaftet wird. Da Zeltzer allerdings nicht auf seinen besten Mann verzichten möchte, kauft er ihn wieder frei, wobei er von Vissit aus Dankbarkeit erfährt, dass Zeltzers Ehefrau mit Aloni eine Affäre hat.
Eddie, ein philippinischer Altenpfleger, pflegt den kranken Vater von Aloni. Gemeinsam mit seiner Frau Nenny, die ebenfalls in Israel arbeitet, wünscht er sich ein Kind. Doch dafür muss er Geld für einen teuren medizinischen Eingriff besorgen. Er beschließt, nachdem er gerade seine Spielsucht überwunden hat, in einem Spielsalon im Rotlichtmilieu das Geld zu erspielen.

## Kritik
„Der spannend und berührend inszenierte Film über illegale Einwanderung, Arbeitsmigranten und Zwangsprostitution in Israel verwebt geschickt die Geschichten miteinander und setzt Israelis und Migranten in mannigfaltige Beziehung zueinander. Hervorragend inszeniert und gespielt.“

„Mit großer erzählerischer Leichtigkeit verschränkt Halfon die Schicksale dreier "Gastarbeiter" in Israel mit denen ihrer israelischen Arbeitgeber und entwirft so ein komplexes Bild der gegenwärtigen israelischen Gesellschaft.“

## Hintergrund
Der Film erhielt bei der Verleihung des israelischen Filmpreises Ophir Award 13 Nominierungen, wobei er fünfmal ausgezeichnet wurde. Neben den Auszeichnungen als Bester Film, für das Beste Drehbuch, den Besten Schnitt und für das Beste Szenenbild wurde Uri Gavriel als Bester Hauptdarsteller ausgezeichnet.
Der Film hatte seine Weltpremiere am 8. Juli 2005 auf dem Internationalen Filmfestival Karlovy Vary und wurde am 22. September 2005 in den israelischen Kinos veröffentlicht. Seine deutsche Erstausstrahlung hatte der Film am 4. Juli 2006 auf ARTE.